# Abrochia spitzi
Abrochia spitzi là một loài bướm đêm thuộc phân họ Arctiinae, họ Erebidae.